# تشاك برات
تشاك برات (بالإنجليزية: Chuck Pratt)‏ هو متسلق صخور ‏ أمريكي، ولد في 5 مارس 1939 في كاليفورنيا في الولايات المتحدة، وتوفي في 16 ديسمبر 2000 في تايلاند بسبب نوبة قلبية.